# Arycanda exul
Arycanda exul är en fjärilsart som beskrevs av Herrich-Schäffer 1858. Arycanda exul ingår i släktet Arycanda och familjen mätare. Inga underarter finns listade i Catalogue of Life.